# Ramiro Funes Mori
José Ramiro Funes Mori (Mendoza, 5 de marzo de 1991) es un futbolista argentino que juega como defensor en Estudiantes de La Plata de la Primera División de Argentina. Es hermano mellizo del también futbolista Rogelio Funes Mori.

## Trayectoria

### River Plate
Debutó en la primera de River Plate frente a Gimnasia y Esgrima de Jujuy por la fecha 13 de la Primera B Nacional 2011-12 en goleada del «millonario» 4-1, teniendo un rendimiento muy bueno. Luego se perdió los siguientes partidos por una apendicitis pero volvió a ser titular frente a Defensores de Belgrano ganado 1-0 por la Copa Argentina 2011-12.
Su primer gol se lo convirtió al equipo sanjuanino Sportivo Desamparados, en la victoria de su equipo por 1-4 correspondiente de la fecha 22 de la Primera B Nacional 2011-12. Su segundo gol se lo convirtió a Ferro Carril Oeste, donde su equipo goleó por 3-0 en el que fue su primer gol en el Monumental.
Ya en Primera División pasó a jugar como lateral izquierdo pero considerándose como un defensor central más, en esta posición tuvo buenas actuaciones lo que lo llevaron a triunfos contra Estudiantes de La Plata, Tigre, Arsenal de Sarandí y Godoy Cruz, luego en el Superclásico del fútbol argentino frente a Boca Juniors se lesionó de la rodilla tras un centro de su compañero Leonardo Ponzio al tropezar con el arquero rival Agustín Orión por lo cual tuvo que ser reemplazado por Leandro González Pirez. Días después lo operaron con lo cual estuvo entre 4 y 6 meses fuera de las canchas. 
Marcó su primer gol en Primera División en el Superclásico correspondiente a la décima fecha del Torneo Final 2014 frente a Boca Juniors, jugado en la Bombonera, tras un córner ejecutado por Manuel Lanzini, de cabeza y a los 41 minutos de la parte final del encuentro, de modo que dio la victoria a su equipo por 1-2. Al torneo siguiente volvió a marcar en la victoria de su equipo por 0-1 frente a Newell's Old Boys correspondiente a la undécima fecha.
Semanas después volvería a marcar por la Copa Sudamericana, de cabeza frente a Estudiantes de La Plata en la victoria 3-2. En la decimosexta fecha le marcó a Olimpo de Bahía Blanca tras un gran cabezazo para poner en ventaja a su equipo, con posterior empate 1-1. El 23 de noviembre de ese mismo año, en la decimoséptima fecha del torneo frente a Racing Club fue autor de un autogol que terminaría costándole el torneo al conjunto de Marcelo Gallardo. Días después, el 10 de diciembre se coronó campeón de la Copa Sudamericana tras elimimar a Club Atlético Boca Juniors en semifinales y vencer a Atlético Nacional en la final. 
Luego volvió a marcar un gol en la final de la Copa Libertadores, frente a Tigres de México, partido que ganó River Plate 3-0 consagrándose campeón.

### Everton
El 18 de agosto de 2015, después de 4 años en el club millonario, se confirma su traspaso al Everton de la Premier League. El club de Liverpool pagó 9,5 millones de libras equivalente en ese momento a 14,6 millones de dólares por la incorporación del jugador a sus filas.
Tras la lesión de Phil Jagielka, Ramiro tuvo la oportunidad de ser titular en el equipo de Liverpool. Ha jugado 19 partidos y logró afianzarse como titular, convirtiendo dos goles, uno de ellos al Manchester City por las semifinales de la Copa F.A. Y otro al Chelsea por la Premier League.

### Villarreal
En julio de 2018 Funes Mori llega al «submarino amarillo» donde logra disputar 74 partidos oficiales con la institución marcando 3 goles. En dicha institución logra consagrarse campeón de la Liga Europa de la UEFA.

### Al-Nassr FC
En julio de 2021 se marchó al fútbol de Arabia Saudita por un total de 2 millones de euros.

### Cruz Azul
A principios de 2022, Cruz Azul de México lo fichó por 1.5 millones de dólares, encontrándose libre con la intención de fortalecer aún más el bloque defensivo.

### Regreso a River Plate
A mediados de 2023, tras finalizar su contrato con Cruz Azul de México, el jugador manifestó su deseo de volver al club argentino, quien cerró su fichaje hasta el 31 de diciembre de 2026.

### Estudiantes de La Plata
A principios de 2025, tras no ser tenido en cuenta por Marcelo Gallardo, rescinde su contrato con River y firma con Estudiantes de La Plata. El 9 de marzo de 2025, debutó como titular en la derrota de Estudiantes 1 a 0 ante Defensa y Justicia.

## Selección nacional
Fue convocado como sparring por el entrenador de la Selección Sub-20 de Argentina, Sergio Batista, como apoyo del trabajo táctico que tuvo la Selección de Diego Maradona en el Mundial de Sudáfrica 2010.
El 16 de marzo del 2015 sería dada a conocer la lista de convocados por Gerardo Martino para los dos amistosos durante la gira por los Estados Unidos. Primero, el 28 de marzo, en Washington, ante El Salvador. Luego, el 31 en Nueva Jersey, ante Ecuador. Siendo así, su primera convocatoria a la selección mayor. El 17 de agosto de 2015, Gerardo Martino dio a conocer la lista de convocados para los amistosos de la Selección Argentina y Ramiro figura en esa lista, es la segunda convocación al defensor argentino. 
Con la llegada al cargo de Edgardo Bauza en 2016, Funes Mori jugó como titular gran parte de la eliminatoria rumbo a la Copa Mundial de la FIFA 2018. Sin embargo, tras la destitución del entrenador meses después por los malos resultados y al asumir Jorge Sampaoli en 2017, el jugador  quedó fuera de las convocatorias y no fue incluido en la lista definitiva que disputó dicho Mundial. Desde 2019 y hasta la fecha tampoco fue convocado ni tenido en cuenta [cita requerida] por el actual entrenador Lionel Scaloni desde su asunción. 

### Participaciones en Copas América
| Copa                    | Sede           | Resultado    | Partidos | Goles |
| ----------------------- | -------------- | ------------ | -------- | ----- |
| Copa América Centenario | Estados Unidos | Subcampeón   | 6        | 0     |
| Copa América 2019       | Brasil         | Tercer lugar | 1        | 0     |

### Goles internacionales
| # | Fecha                   | Lugar                                   | Rival  | Gol   | Resultado | Competición        |
| - | ----------------------- | --------------------------------------- | ------ | ----- | --------- | ------------------ |
| 1 | 7 de octubre de 2016    | Estadio Nacional de Lima, Perú          | Perú   | 0 - 1 | 2 - 2     | Eliminatorias 2018 |
| 2 | 17 de noviembre de 2018 | Estadio Mario Alberto Kempes, Argentina | México | 1 - 0 | 2 - 0     | Amistoso           |

## Estadísticas

### Clubes
Actualizado al último partido disputado el 17 de agosto de 2025.
| Club | Div.                | Temporada           | Liga  | Liga  | Liga   | Copas nacionales(1) | Copas nacionales(1) | Copas nacionales(1) | Torneos internacionales(2) | Torneos internacionales(2) | Torneos internacionales(2) | Total | Total | Total  |
| Club | Div.                | Temporada           | Part. | Goles | Asist. | Part.               | Goles               | Asist.              | Part.                      | Goles                      | Asist.                     | Part. | Goles | Asist. |
| --- | ------------------- | ------------------- | ----- | ----- | ------ | ------------------- | ------------------- | ------------------- | -------------------------- | -------------------------- | -------------------------- | ----- | ----- | ------ |
| River Plate Argentina | 2.ª                 | 2011-12             | 21    | 2     | 0      | 3                   | 0                   | 0                   | -                          | -                          | -                          | 24    | 2     | 0      |
| River Plate Argentina | 1.ª                 | 2012-13             | 10    | 0     | 0      | 0                   | 0                   | 0                   | -                          | -                          | -                          | 10    | 0     | 0      |
| River Plate Argentina | 1.ª                 | 2013-14             | 18    | 1     | 0      | 1                   | 0                   | 0                   | 1                          | 0                          | 0                          | 20    | 1     | 0      |
| River Plate Argentina | 1.ª                 | 2014                | 17    | 2     | 0      | 2                   | 0                   | 0                   | 10                         | 1                          | 2                          | 29    | 3     | 2      |
| River Plate Argentina | 1.ª                 | 2015                | 11    | 2     | 0      | 2                   | 1                   | 0                   | 15                         | 1                          | 0                          | 28    | 4     | 0      |
| River Plate Argentina | 1.ª                 | 2023                | 0     | 0     | 0      | 12                  | 0                   | 0                   | 0                          | 0                          | 0                          | 12    | 0     | 0      |
| River Plate Argentina | 1.ª                 | 2024                | 2     | 0     | 0      | 5                   | 0                   | 0                   | 0                          | 0                          | 0                          | 7     | 0     | 0      |
| River Plate Argentina | Total               | Total               | 79    | 7     | 0      | 25                  | 1                   | 0                   | 26                         | 2                          | 2                          | 130   | 10    | 2      |
| Everton F. C. Inglaterra | 1.ª                 | 2015-16             | 28    | 4     | 1      | 9                   | 1                   | 1                   | -                          | -                          | -                          | 37    | 5     | 2      |
| Everton F. C. Inglaterra | 1.ª                 | 2016-17             | 23    | 0     | 1      | 3                   | 0                   | 0                   | -                          | -                          | -                          | 26    | 0     | 1      |
| Everton F. C. Inglaterra | 1.ª                 | 2017-18             | 4     | 0     | 0      | 0                   | 0                   | 0                   | -                          | -                          | -                          | 4     | 0     | 0      |
| Everton F. C. Inglaterra | Total               | Total               | 55    | 4     | 2      | 12                  | 1                   | 1                   | 0                          | 0                          | 0                          | 67    | 5     | 3      |
| Villarreal C. F. · España | 1.ª                 | 2018-19             | 31    | 2     | 1      | 1                   | 0                   | 0                   | 10                         | 0                          | 1                          | 42    | 2     | 2      |
| Villarreal C. F. · España | 1.ª                 | 2019-20             | 7     | 0     | 0      | 5                   | 1                   | 0                   | -                          | -                          | -                          | 12    | 1     | 0      |
| Villarreal C. F. · España | 1.ª                 | 2020-21             | 10    | 0     | 0      | 4                   | 0                   | 0                   | 6                          | 0                          | 0                          | 20    | 0     | 0      |
| Villarreal C. F. · España | Total               | Total               | 48    | 2     | 1      | 10                  | 1                   | 0                   | 16                         | 0                          | 1                          | 74    | 3     | 2      |
| Al-Nassr F. C. Arabia Saudita | 1.ª                 | 2021-22             | 21    | 0     | 0      | 2                   | 0                   | 0                   | 0                          | 0                          | 0                          | 23    | 0     | 0      |
| Al-Nassr F. C. Arabia Saudita | Total               | Total               | 21    | 0     | 0      | 2                   | 0                   | 0                   | 0                          | 0                          | 0                          | 23    | 0     | 0      |
| Cruz Azul México | 1.ª                 | 2022-23             | 25    | 1     | 0      | 0                   | 0                   | 0                   | 0                          | 0                          | 0                          | 25    | 1     | 0      |
| Cruz Azul México | Total               | Total               | 25    | 1     | 0      | 0                   | 0                   | 0                   | 0                          | 0                          | 0                          | 25    | 1     | 0      |
| Estudiantes de La Plata Argentina |                     |                     |       |       |        |                     |                     |                     |                            |                            |                            |       |       |        |
| 1.ª | 2025                | 7                   | 0     | 0     | 0      | 0                   | 0                   | 1                   | 0                          | 0                          | 8                          | 0     | 0     |        |
| Total | Total               | 7                   | 0     | 0     | 0      | 0                   | 0                   | 1                   | 0                          | 0                          | 8                          | 0     | 0     |        |
| Total en su carrera | Total en su carrera | Total en su carrera | 235   | 14    | 3      | 49                  | 3                   | 1                   | 43                         | 2                          | 3                          | 327   | 19    | 7      |
| (1) Incluye datos de la Copa Argentina, Copa de la Liga Profesional, Supercopa Argentina, FA Cup y Copa de la Liga. (2) Incluye datos de la Copa Libertadores, Copa Sudamericana, Copa Suruga Bank y Recopa Sudamericana. (3) No incluye goles en partidos amistosos. |                     |                     |       |       |        |                     |                     |                     |                            |                            |                            |       |       |        |

### Selección
La siguiente tabla detalla los encuentros disputados por Funes Mori en la selección argentina absoluta.
| Estadísticas de Ramiro Funes Mori en la selección nacional | Estadísticas de Ramiro Funes Mori en la selección nacional | Estadísticas de Ramiro Funes Mori en la selección nacional | Estadísticas de Ramiro Funes Mori en la selección nacional | Estadísticas de Ramiro Funes Mori en la selección nacional | Estadísticas de Ramiro Funes Mori en la selección nacional | Estadísticas de Ramiro Funes Mori en la selección nacional | Estadísticas de Ramiro Funes Mori en la selección nacional |
| Fecha                                                      | Ciudad                                                     | Local                                                      | Resultado                                                  | Visitante                                                  | Competencia                                                | Goles                                                      | Asist.                                                     |
| ---------------------------------------------------------- | ---------------------------------------------------------- | ---------------------------------------------------------- | ---------------------------------------------------------- | ---------------------------------------------------------- | ---------------------------------------------------------- | ---------------------------------------------------------- | ---------------------------------------------------------- |
| 28-03-2015                                                 | Washington                                                 | Argentina                                                  | 2-0                                                        | El Salvador                                                | Amistoso                                                   | 0                                                          | 0                                                          |
| 05-09-2015                                                 | Houston                                                    | Argentina                                                  | 7:0                                                        | Bolivia                                                    | Amistoso                                                   | 0                                                          | 0                                                          |
| 13-10-2015                                                 | Asunción                                                   | Paraguay                                                   | 0:0                                                        | Argentina                                                  | Eliminatorias 2018                                         | 0                                                          | 0                                                          |
| 14-11-2015                                                 | Buenos Aires                                               | Argentina                                                  | 1:1                                                        | Brasil                                                     | Eliminatorias 2018                                         | 0                                                          | 0                                                          |
| 17-11-2015                                                 | Barranquilla                                               | Colombia                                                   | 0:1                                                        | Argentina                                                  | Eliminatorias 2018                                         | 0                                                          | 0                                                          |
| 06-10-2016                                                 | Lima                                                       | Perú                                                       | 2:2                                                        | Argentina                                                  | Eliminatorias 2018                                         | 1                                                          | 0                                                          |
| Total                                                      |                                                            | Presencias                                                 | 6                                                          |                                                            | Goles y asistencias                                        | 1                                                          | 0                                                          |

Fuentes: Transfermarkt - SoccerWay

## Palmarés

### Torneos nacionales
| Título              | Club        | País      | Año     |
| ------------------- | ----------- | --------- | ------- |
| Primera B Nacional  | River Plate | Argentina | 2011-12 |
| Torneo Final        | River Plate | Argentina | 2014    |
| Copa Campeonato     | River Plate | Argentina | 2014    |
| Trofeo de Campeones | River Plate | Argentina | 2023    |
| Supercopa Argentina | River Plate | Argentina | 2023    |

### Torneos internacionales
| Título                 | Club             | Sede         | Año  |
| ---------------------- | ---------------- | ------------ | ---- |
| Copa Sudamericana      | River Plate      | Buenos Aires | 2014 |
| Recopa Sudamericana    | River Plate      | Buenos Aires | 2015 |
| Copa Libertadores      | River Plate      | Buenos Aires | 2015 |
| Copa Suruga Bank       | River Plate      | Suita        | 2015 |
| Liga Europa de la UEFA | Villarreal C. F. | Gdansk       | 2021 |

### Distinciones individuales
| Distinción                                       | Año  |
| ------------------------------------------------ | ---- |
| Equipo Ideal de la Copa Sudamericana             | 2014 |
| Miembro del equipo ideal de la Copa Libertadores | 2015 |
| Miembro del Equipo Ideal de América              | 2015 |